# Bidi (cigarrillo)

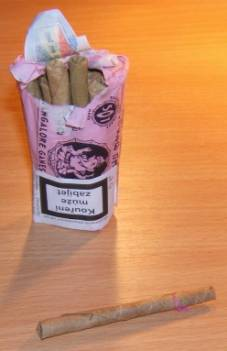
Un paquete de bidis abierto. Los bidis se encienden por el lado más grueso.

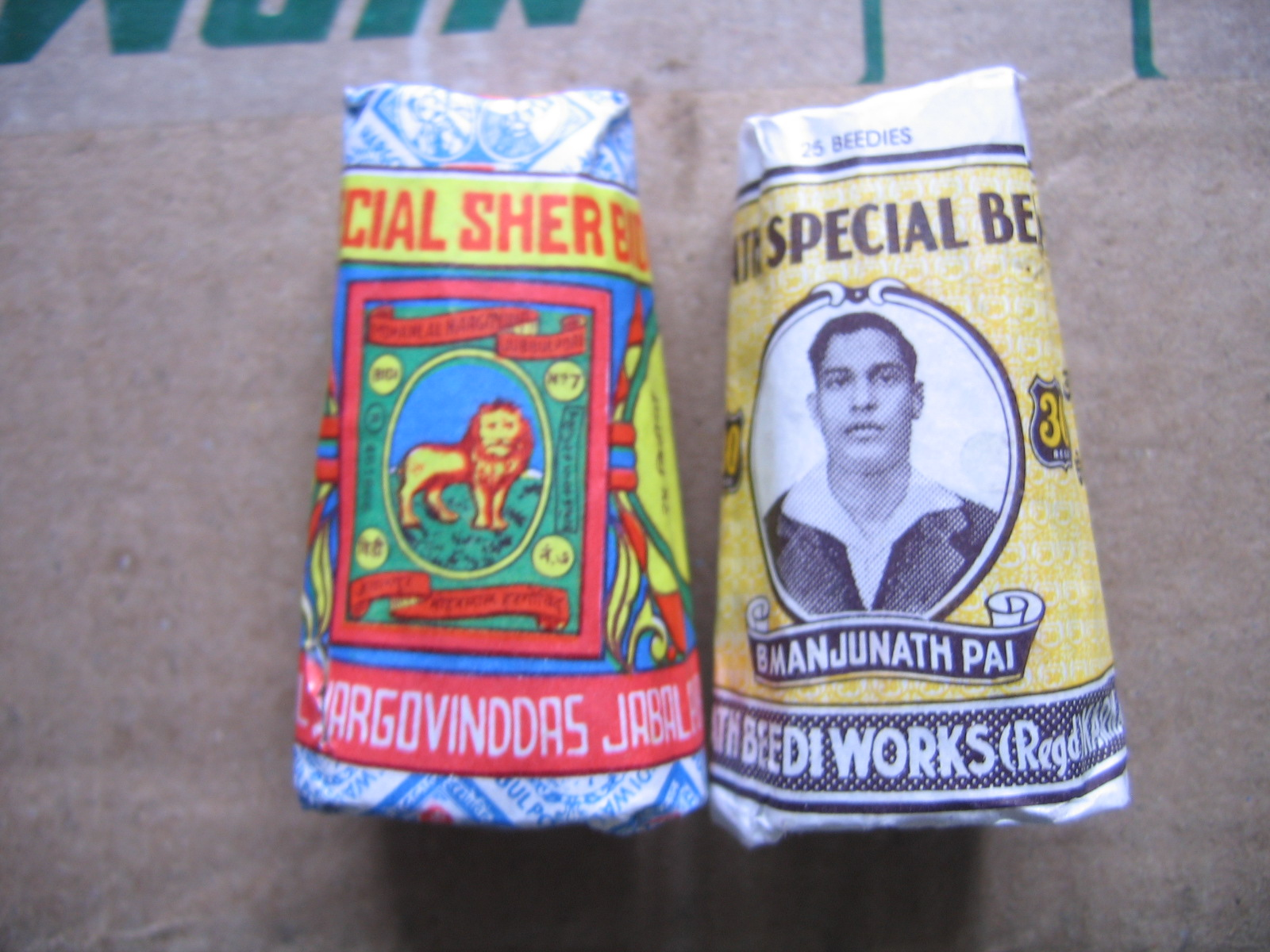
Diferentes marcas de bidis.

El bidi es un cigarrillo indio delgado hecho con 0,2 a 0,3 gramos de hebras de tabaco envueltas en una hoja de tendu o temburini (el ébano de Coromandel, cuyo nombre científico es Diospyros melanoxylon) y atada con un hilo de color en una o ambas puntas.
Se trata de una palabra en idioma hindí:
- /ˈbiːdiː/, escrito en el sistema fonético AFI (alfabeto fonético internacional)
- बीड़ी, en letra devanagari de escritura del hindí
- En hindí se pronuncia /bídi/.
- En inglés se escribe beedi o bidi[3] y se pronuncia como en hindí: /bídi/.

Alrededor del año 2000, el bidi implicaba el 34% del tabaco consumido en la India (el 35% corresponde a tabaco mascado o aspirado), donde es más popular que otros cigarrillos (que solo ocupan el 22% del mercado) aunque el consumo de bidi implica mayor ingesta de nicotina, monóxido de carbono y alquitrán que los cigarrillos convencionales.
Como todos los productos derivados del tabaco elaborados para ser fumados, pueden causar diferentes tipos de cáncer.
También en algunas personas de contextura física normal puede causar un mínimo estado de embriaguez por unos pocos minutos, pero no se detectaron grados de embriaguez en otras personas que también consumieron la misma cantidad.
El enrollado de los bidis es una industria de elaboración casera en la India y es típicamente realizada por mujeres en sus hogares.
Debido al costo relativamente bajo de los bidies, en comparación de los cigarrillos convencionales, hace mucho tiempo que son populares entre gente pobre en Bangladés, Pakistán, Sri Lanka, Camboya e India y por ello han sido denominados "cigarrillos de los pobres" o "tabaco de los pobres".

## Etapas de producción
La producción de bidis implica diversas actividades. Antes de enrollar los bidis, las hojas de tendu deben ser preparadas mediante limpieza, cortado y embebido. Luego los bidies se enrollan y, finalmente, se cierran sus puntas y se atan con un lazo.
Finalizada la producción de los bidies, se verifica su calidad y se los agrupa antes de ser tostados en hornos y empaquetados para su venta.